# Conselho de Controle Aliado

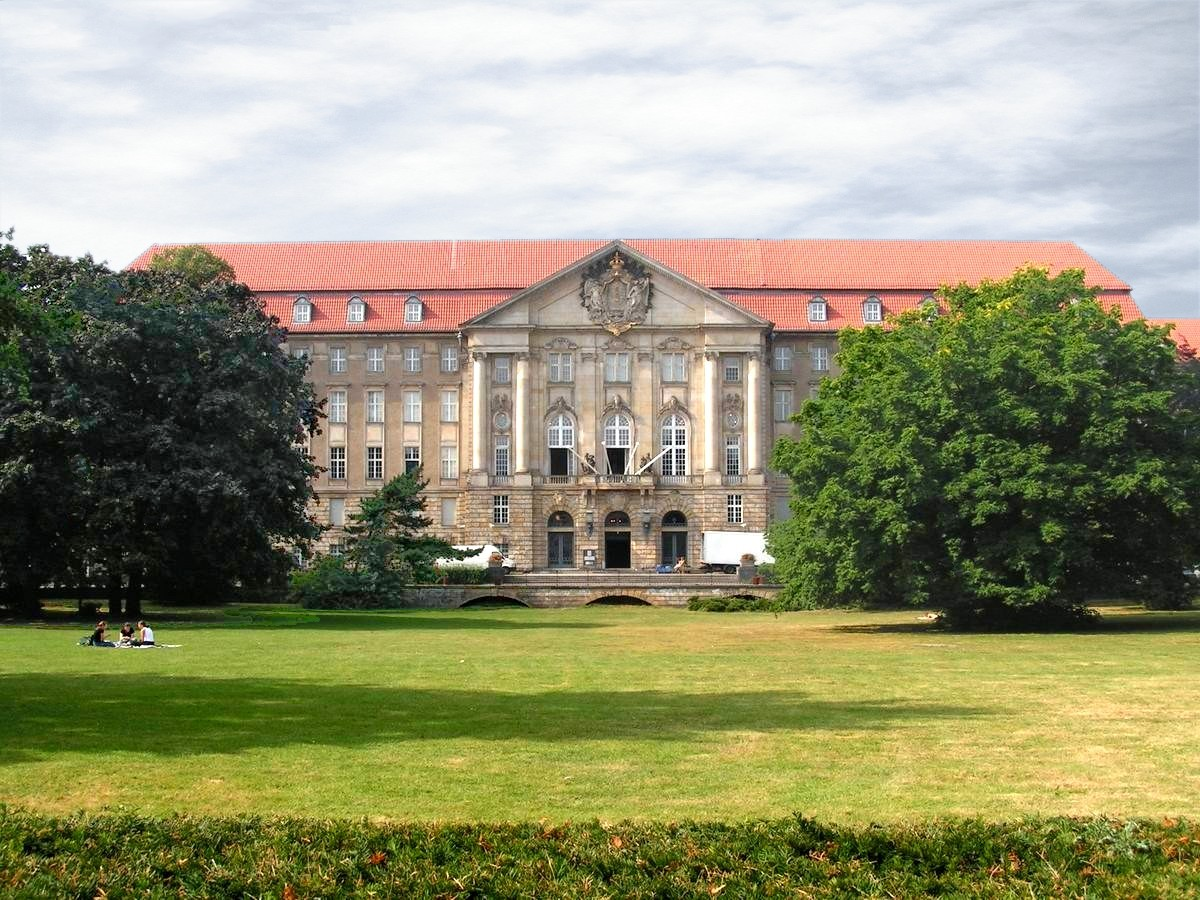
A Neues Kammergericht, sede do Conselho de Controle Aliado

O Conselho de Controle Aliado ou Autoridade de Controle Aliado, (conhecido em alemão como Alliierter Kontrollrat), também chamado de quatro potências (Estados Unidos, Reino Unido, União Soviética e França), foi o órgão diretor das Zonas ocupadas pelos Aliados na Alemanha criadas com o fim da Segunda Guerra Mundial na Europa, e cujos membros eram os comandantes-chefe de cada uma das zonas de ocupação (a França recusou no início o princípio de uma administração central para as quatro zonas mas juntou-se mais tarde ao conselho). 
O conselho tinha sede em Berlim, na Neues Kammergericht («novo tribunal de recurso»), no bairro de Tempelhof-Schöneberg, e foi sede do Volksgerichtshof (o "tribunal do povo"), órgão judicial supremo do regime nazi de sinistra memória.
As decisões tomadas pelo conselho eram tomadas por unanimidade, pois cada um dos seus representantes dispunha de direito de veto. 

## Criação
Os preparativos aliados para a ocupação pós-guerra da Alemanha começaram durante a segunda metade de 1944, depois que as forças aliadas começaram a entrar na Alemanha em setembro de 1944. A maior parte do planejamento foi realizada pela Comissão de Assessoramento Europeu (CAE) criada no início de 1944. Em 3 de janeiro de 1944 , o Comitê de Segurança de Trabalho na CAE concluiu que,

É reconhecido que, em vista das condições caóticas a serem antecipadas na Alemanha, quer ocorra uma capitulação antes da invasão ou após a invasão e o consequente estabelecimento do governo militar, um período inicial de governo militar na Alemanha é inevitável e deve ser previsto.
O Conselho iniciou-se em 5 de junho de 1945, mas perdeu grande parte da sua autoridade sobre o conjunto do território alemão com o abandono dos representantes soviéticos em 20 de março de 1948, como represália pelas decisões tomada pelos delegados de seis potências ocidentais reunidas na Conferência de Londres.
A Alta Comissão Aliada ("Allied High Commission"), que o sucedeu, não reuniu senão os representantes das potências ocidentais e ficou com a responsabilidade de gerir a Trizona, efetivada em 1949 como República Federal da Alemanha.